# Aischylos (Archon)
Aischylos (griechisch Αἰσχύλος Aischýlos), der Sohn des Agamestor, war laut antiker Überlieferung Archon auf Lebenszeit in Athen. Nach dem Chronikon des spätantiken Kirchenvaters Eusebius von Caesarea regierte er nach seinem Vater für 23 Jahre. In seinem zwölften Regierungsjahr sollen die ersten Olympischen Spiele (776 v. Chr.) stattgefunden haben, bei denen Koroibos der Elier siegte. In seinem Kanon legt Eusebius die ersten Spiele in sein zweites Jahr. Nach Excerpta Latina Barbari fanden die Spiele in seinem zweiten Jahr und nach Georgios Synkellos, der ihm nur 14 Regierungsjahre zuweist, etwa am Übergang vom zweiten zum dritten Jahr statt. Anhand diesen Angaben wird die Regierungszeit entweder von 788/7 v. Chr. bis 765/4 v. Chr. oder 778/7 v. Chr. bis 755/4 v. Chr. angesetzt.
In der Parischen Chronik ist verzeichnet, dass während seines 21. Regierungsjahres der Korinther Archias Syrakus auf Sizilien gründete. Auch in Eusebius’ Kanon ist die Gründung von Syrakus und Zankle in das 21. Jahr datiert. Sowohl der athenische Archon Charops sowie dessen Nachfolger Aisimides sollen Söhne des Aischylos gewesen sein.
Nach Aischylos wurde sein Sohn Alkmaion Archon.